# Liste von Bergen und Erhebungen auf den Komoren
Dies ist eine Liste von Bergen und Erhebungen auf den Komoren:
| Höhe   | Name         | Region                 | Koordinate            | Bemerkung        |
| ------ | ------------ | ---------------------- | --------------------- | ---------------- |
| 2361 m | Karthala     | Grande Comore; Komoren | 11° 46′ S, 043° 21′ O | höchste Erhebung |
| 1219 m | Béléa        | Anjouan                | 12° 13′ S, 044° 26′ O |                  |
| 1205 m | Dima Mironga | Grande Comore          | 11° 49′ S, 043° 24′ O |                  |
| 1118 m | Mlima Mani   | Grande Comore          | 11° 50′ S, 043° 25′ O |                  |
| 1013 m | Didjoni      | Grande Comore          | 11° 50′ S, 043° 25′ O |                  |
| 977 m  | Dima Kora    | Grande Comore          | 11° 39′ S, 043° 19′ O |                  |
| 0681 m | Kibouana     | Mohéli                 | 12° 19′ S, 043° 43′ O |                  |
| 0534 m | Oichilidjou  | Grande Comore          | 11° 36′ S, 043° 20′ O |                  |
| 0523 m | Djambaba     | Grande Comore          | 11° 35′ S, 043° 20′ O |                  |
| 0622 m | Mnaïbouna    | Mohéli                 | 12° 19′ S, 043° 43′ O |                  |